# Hylarana supragrisea
Hylarana supragrisea är en groddjursart som först beskrevs av Menzies 1987.  Hylarana supragrisea ingår i släktet Hylarana och familjen egentliga grodor. IUCN kategoriserar arten globalt som livskraftig. Inga underarter finns listade i Catalogue of Life.